# Drinking Skull
Drinking Skull je bio zagrebački thrash metal sastav.

## Povijest sastava
Osnovan je 1987. u Zagrebu. Nakon što su snimili nekoliko demoalbuma, 1990. objavljuju svoj prvi potpuni album Our Faith, Our Life... Our Death, s kojeg je spot za pjesmu "Retaliation From The Underground" prikazan na televiziji. Iduća dva albuma Amalgamation i People That Make You Feel Small objavljuju 1992. i 1993., a 1997. kompilaciju The End of Decade. Posljednji album Evil or Divine na kojem je za razliku od prethodnih primjetan utjecaj gothica, objavili su 1999. Zbog te promjene stila, dva člana sastava, Damir Marijan i Jurica Baljak, te bivši član Siniša Antunović su odlučili osnovati novi sastav nazvan Angelseed, kao "logičan nastavak" Drinking Skulla.

## Diskografija
Studijski albumi
- Our Faith, Our Life... Our Death (1990.)
- Amalgamation (1992.)
- People That Make You Feel Small (1993.)
- Evil or Divine (1999.)

Demo uradci
- Sentinel of Noise (1989.)
- Dead & Alive (1989.)
- Apocalypse! War! (1989.)
- People (demo, 1992.)
- Demo '96 (demo, 1996.)

Kompilacija
- The End of Decade (1997.)

## Vanjske poveznice
- Encyclopaedia Metallum